# نور الكاديكي
نور الكاديكي، ممثلة ليبية. حصلت على لقب ملكة جمال ليبيا لأول مرة عام 2010. وحصلت كذلك على جوهرة العرب في المغرب عام 2011. وبعدها دخلت مجال التمثيل ولديها العديد من الأعمال بدايتها في التمثيل سنة 2011.

## اعمالها

### المسلسلات
- الكيف
- ألوان الطيف
- مولانا العاشق
- قلوب
- ألف سلامة
- الصفعة
- قضية معالي الوزيرة
- السبع بنات
- يواتيرن
- السر
- رمضان كريم
- في بيتنا روبوت

(مسلسل  ليبي بارنوايا) (مسلسل ليليه)

### الافلام
- 30 فبراير
- فيلم ليبي والعكس صحيح)(فليم ليبي لهفه)
- صابر جوجل
- واحد صحيح
- فص ملح وداخ
- صابر جوجل
- الحوت الأزرق
- الورشة

## روابط خارجية
- نور الكاديكي على موقع قاعدة بيانات الأفلام العربية